# Extraterrestre (film)
Pour les articles homonymes, voir Extraterrestre.
Pour plus de détails, voir Fiche technique et Distribution.
Extraterrestre est une comédie romantique de science-fiction espagnole coproduite, écrite et réalisée par Nacho Vigalondo et sorti en 2011.

## Synopsis
Après une nuit d'ivresse, deux inconnus, Julio (Villagrán) et Julia (Jenner), se retrouvent dans le même lit dans un appartement de Madrid. Il tombe amoureux d'elle immédiatement mais cette attirance n'est pas réciproque. L'arrivée d'un vaisseau extraterrestre va obliger l'ami de Julia (Noguera) et un voisin sinistre (Areces) à cohabiter…

## Fiche technique
- Titre original : Extraterrestre
- Titre français :
- Titre québécois :
- Réalisation : Nacho Vigalondo
- Scénario : Nacho Vigalondo
- Direction artistique : Idoia Esteban
- Décors :
- Costumes : Ana María Holgueras
- Photographie : Jon D. Domínguez
- Son : Roberto Fernandez
- Montage :
- Musique : Jorge Magaz
- Production : Nahikari Ipiña et Nacho Vigalondo
- Société(s) de production : Apaches Entertainment, Arsénico Producciones et Sayaka Producciones Audiovisuales
- Société(s) de distribution :
- Budget :
- Pays d’origine :  Espagne
- Langue : Espagnol
- Format : Couleurs - 35mm - 2.35:1 -  Son Dolby numérique
- Genre cinématographique : Comédie de science-fiction
- Durée : 90 minutes
- Dates de sortie : 
  - Canada : 11 septembre 2011 (Festival de Toronto)
  - Espagne : 2011

## Distribution
- Michelle Jenner : Julia
- Carlos Areces : Ángel
- Julián Villagrán : Julio
- Raúl Cimas : Carlos
- Miguel Noguera : Tipo

## Distinctions
- 2011 : Grand Prix du jury pour Julián Villagrán (partagé avec Sayaka Producciones Audiovisuales) à Fantastic Fest.